# Pinalitus rubricatus
Pinalitus rubricatus is een wants uit de familie van de blindwantsen (Miridae). De soort werd het eerst wetenschappelijk beschreven door Carl Fredrik Fallén in 1807.

## Uiterlijk
De langwerpig gevormde blindwants is altijd macropteer en kan 4 tot 5 mm lang worden. De wants is licht behaard en variabel gekleurd, roodbruin of bruingeel, soms rood. Het halsschild heeft soms een donkere achterrand, soms heeft het donkere stippen op de voorkant. Het scutellum is ook variabel, soms heeft het een donkere tekening. Het uiteinde van het hoornachtige deel van de voorvleugels (cuneus) is rood, het donkergrijze, doorzichtige deel van de voorvleugels heeft rode aders. De antennes zijn geel, net als de pootjes. De achterdijen zijn roodbruin en de schenen hebben lichtgekleurde doorntjes.

## Leefwijze
De wants overwintert als eitje en de nieuwe generatie volwassen wantsen is van juni tot november in bossen en tuinen te vinden op coniferen zoals spar (Picea), lork (Larix) en grove den (Pinus sylvestris).

## Leefgebied
In Nederland is de soort algemeen in het hele land. Het leefgebied is verder Palearctisch van Europa tot het Verre Oosten in Azië.